# NGC 2284
NGC 2284 é um asterismo na direção da constelação de Gemini. O objeto foi descoberto pelo astrônomo Heinrich d'Arrest em 1865, usando um telescópio refrator com abertura de 11 polegadas. 